# Рональд Матарріта
Рональд Матарріта (ісп. Rónald Matarrita, нар. 9 липня 1994, Сан-Рамон, Алахуела) — костариканський футболіст, захисник, фланговий півзахисник клубу «Алахуеленсе» та національної збірної Коста-Рики.

## Клубна кар'єра

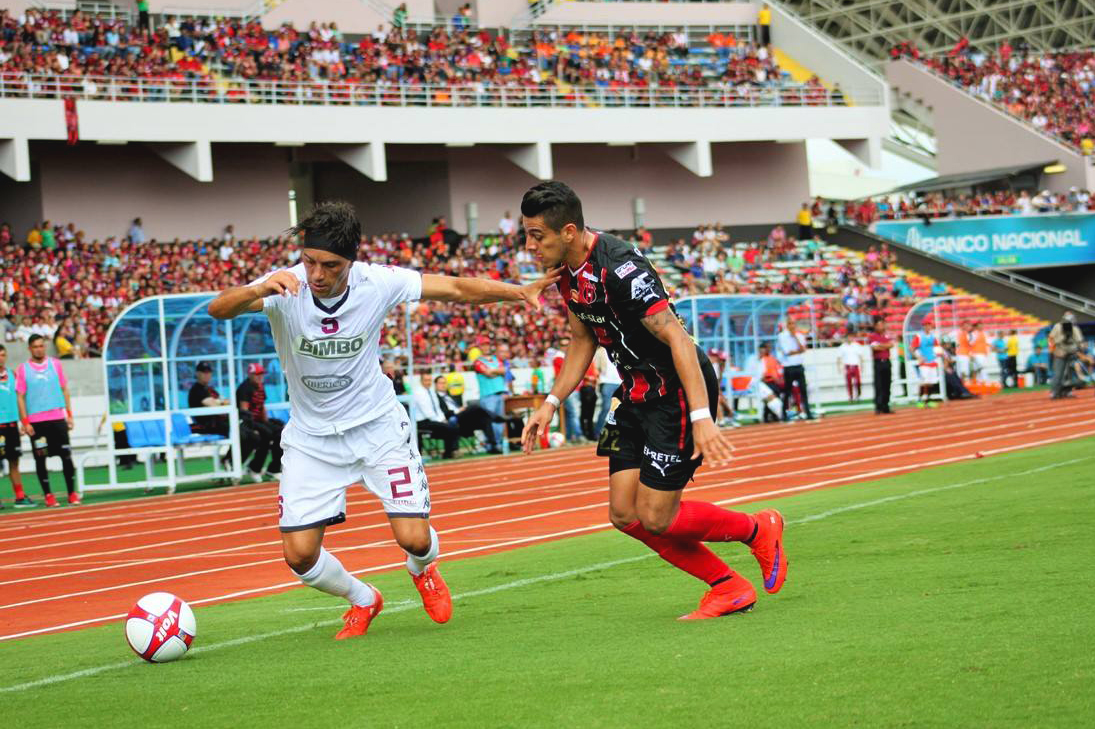
Рональд Матарріта (праворуч) проти Крістіана Боланьйоса. 2015 рік.

Народився 9 липня 1994 року в місті Сан-Хосе. Вихованець футбольної школи клубу «Алахуеленсе». Дорослу футбольну кар'єру розпочав 2013 року в основній команді того ж клубу, в якій провів три сезони, взявши участь у 56 матчах чемпіонату. Загалом за команду Рональд провів в усіх турнірах 72 матчі, в яких забив 4 м'ячі і віддав 8 результативних передач та став чемпіоном Коста-Рики 2013 року.
До складу клубу «Нью-Йорк Сіті» приєднався 20 січня 2016 року. У Major League Soccer дебютував 6 березня в матчі стартового туру сезону 2016 проти «Чикаго Файр». Свій перший гол за «Нью-Йорк Сіті» забив 25 червня 2016 у ворота «Сіетл Саундерз» (2:0). За підсумками сезону 2016 був визнаний найкращим захисником клубу. У березні 2017 року отримав грін-карту і в MLS перестав вважатися іноземним гравцем. Загалом провів у клубі 5 сезонів, зігравши понад сто ігор чемпіонату.
29 грудня 2020 року Матарріта перейшов у «Цинциннаті» за $500 тис. у загальних розподільчих коштах. За новий клуб дебютував 17 квітня 2021 року в матчі стартового туру сезону проти «Нешвілла», відзначившись гольовою передачею. 27 серпня в дербі Огайо проти «Коламбус Крю» забив свій перший гол за «Цинциннаті». У збірній Коста-Ріки 24 березня 2022 отримав травму кісточки, через що пропустив близько шести місяців. Через це після закінчення сезону 2022 року «Цинциннаті» не став продовжувати контракт із Матаррітою. Загалом в MLS (разом з плей-оф) провів 147 матчів, забив 7 м'ячів і зробив 15 результативних передач.
23 січня 2023 року підписав дворічний контракт з клубом «Дніпро-1». Зігравши лише 9 ігор до кінця сезону, у червні 2023 року Рональд достроково покинув дніпровський клуб.
20 червня 2023 року підписав трирічний контракт з клубом «Аріс» (Салоніки) з грецької Суперліги, дебютувавши у складі «жовтих» 27 липня 2023 року у виїзному матчі Ліги конференцій УЄФА проти клубу «Арарат-Вірменія» (1:1).

## Виступи за збірні
2010 року дебютував у складі юнацької збірної Коста-Рики, з якою наступного року став чвертьфіналістом юнацького чемпіонату КОНКАКАФ на Ямайці., взяв участь у 3 іграх на юнацькому рівні.

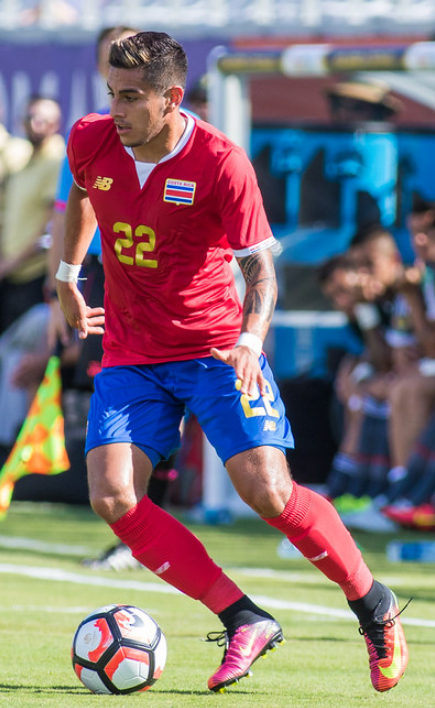
Рональд Матарріта у складі збірної Коста-Рики на Кубку Америки 2016 року.

2012 року залучався до складу молодіжної збірної Коста-Рики. На молодіжному рівні зіграв у 2 офіційних матчах. Згодом грав за олімпійську команду, у складі якої 2015 року брав участь у Турнірі в Тулоні та відбірковому етапу Олімпіади, втім на обох турнірах костариканці не вийшли з групи.
5 вересня 2015 року дебютував в офіційних матчах у складі національної збірної Коста-Рики в товариському матчі з Бразилією (0:1), провівши усі 90 хвилин, а вже наступного року у складі збірної був учасником Кубка Америки 2016 року у США, де взяв участь у трьох матчах групового етапу.
У травні 2018 року був включений до заявки збірної на тогорічну світову першість в Росії, але через травму підколінного сухожилля, отриману під час тренування за три дні до дебюту Коста-Ріки на «мундіалі», вибув з ладу і його у заявці замінив Кеннер Гутьєррес.
Надалі у складі збірної був учасником Золотих кубків КОНКАКАФ 2019 та 2021 років, але на обох костариканці вилітали на стадії чвертьфіналів.
Згодом Матарріта був включений до складу збірної на чемпіонат світу 2022 року в Катарі, де провів 8 хвилин проти Іспанії (0:7) та 16 — проти Німеччини (2:4), а його команда не вийшла з групи.

## Титули і досягнення
«Алахуеленсе»:
- Чемпіон Коста-Рики: 2013/14 (Зимовий турнір)